# Università degli Studi di Roma Tor Vergata

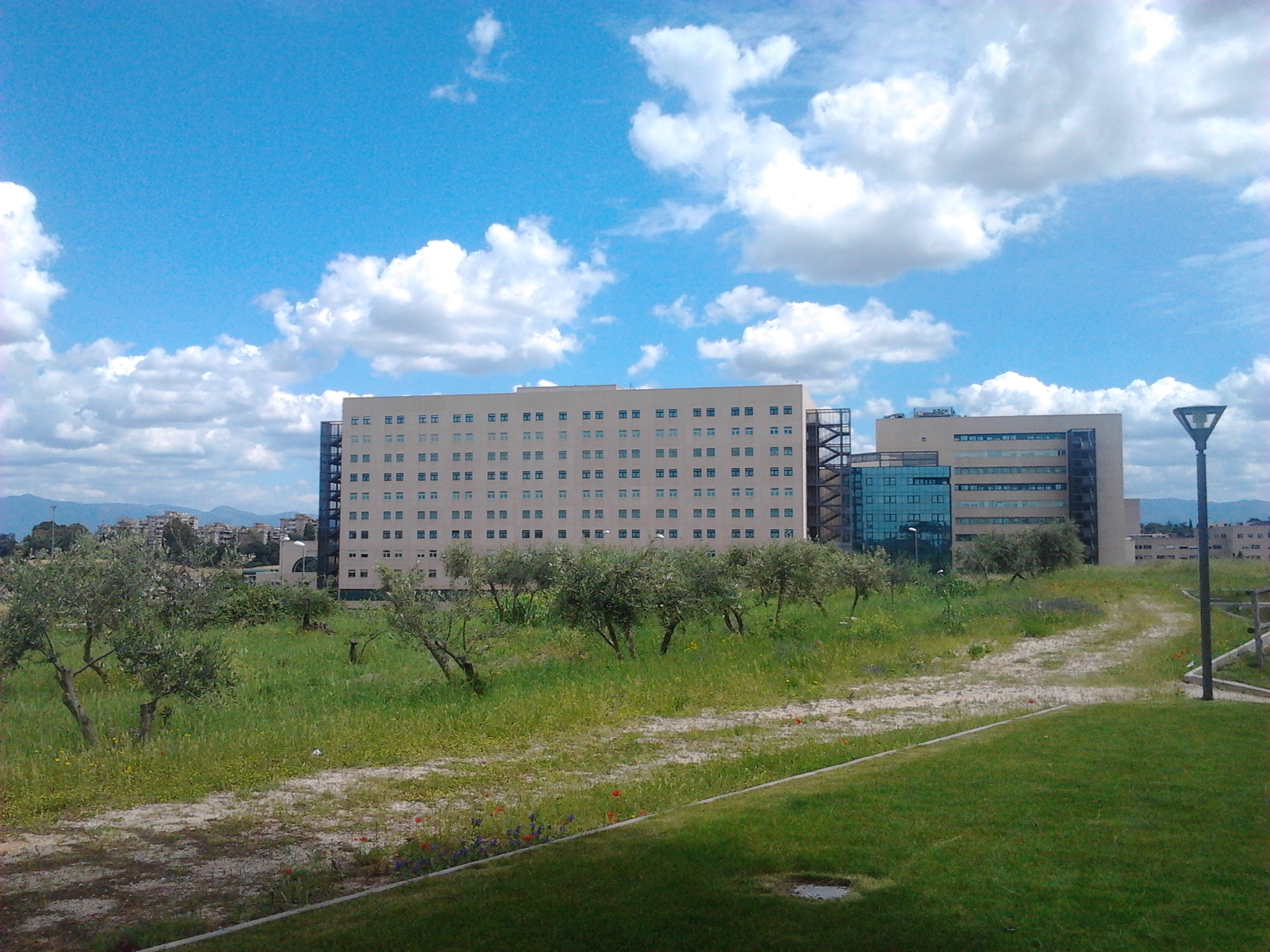
Il prospetto nord del Policlinico di Tor Vergata.

L'Università degli Studi di Roma Tor Vergata è un'università statale italiana con sede a Roma nell'omonima zona.
Seconda università statale della Capitale in ordine cronologico di fondazione, voluta dal professor Carlo Umberto Casciani, la sede dell'ateneo è progettata sul modello dei campus anglosassoni e occupa un'area di circa cinquecento ettari.

## Storia
Il toponimo di Tor Vergata, dato ad una tenuta della campagna romana situata tra le vie Tuscolana e Casilina, farebbe riferimento a una torre costruita a fasce alternate di tufo e mattoni, dunque «vergata». Oggi non rimane nulla della Tor Vergata del casale e del borgo adiacente, i quali dovevano essere ubicati all'interno del campus, dove sorge villa Gentile. La prima citazione storica del toponimo compare in un rogito notarile del 1361. L'Ateneo viene istituito come seconda università statale di Roma con la legge 22 novembre 1972, n. 771, che delinea anche le prime modalità organizzative del campus universitario.
Un progetto di legge (S. 1596/1971), i cui primi firmatari erano Giovanni Pieraccini, Alberto Cipellini e Mario Vignola del Partito Socialista Italiano, era stato presentato al Senato della Repubblica durante la VI Legislatura e approvato all'unanimità dalle commissioni permanenti riunite VII ed VIII in sede deliberante il 7 dicembre 1971. Tuttavia, la fine anticipata della legislatura troncò l'iter legislativo. Nella VII legislatura furono presentati nuovamente al senato due progetti di legge identici, che furono approvati all'unanimità in testo unificato il 3 agosto 1972 per poi essere trasmessi alla camera dei deputati per l'approvazione definitiva.
Nel 1980 l'Ateneo procedette all'acquisto della sua prima sede, un grande motel in zona Romanina con vista sul grande raccordo anulare, sede del rettorato e della facoltà di giurisprudenza fino al 28 febbraio 2018. Lo stesso edificio è stato rivenduto dall'Ateneo nel 2006 per finanziare i lavori di costruzione delle strutture del nuovo campus. Con le delibere del 1º marzo 2018 e del 22 maggio 2018, la sede legale, il rettorato e la facoltà di giurisprudenza si trasferiscono nel nuovo complesso sito in via Cracovia 50.
L'attività didattica iniziò nel 1982 con le facoltà di ingegneria, giurisprudenza, medicina, scienze e lettere. Nel 1987 viene istituita la facoltà di economia. Già dal 1981 l'Ateneo aveva acquistato anche la prestigiosa sede di rappresentanza di villa Mondragone, una delle più belle delle Ville Tuscolane, situata nel territorio di Monte Porzio Catone.
L'Ateneo nel 2006 ha ricevuto una donazione di circa 100 milioni di euro da parte dei coniugi Sebastiano e Rita Raeli, proprietari di una catena di alberghi romani, che ogni anno permette di finanziare 300 borse di studio da 5000 euro a favore dei migliori laureati dell'università. Si tratta della più cospicua donazione a favore di un'istituzione universitaria in Italia da parte di privati.

### Campus universitario

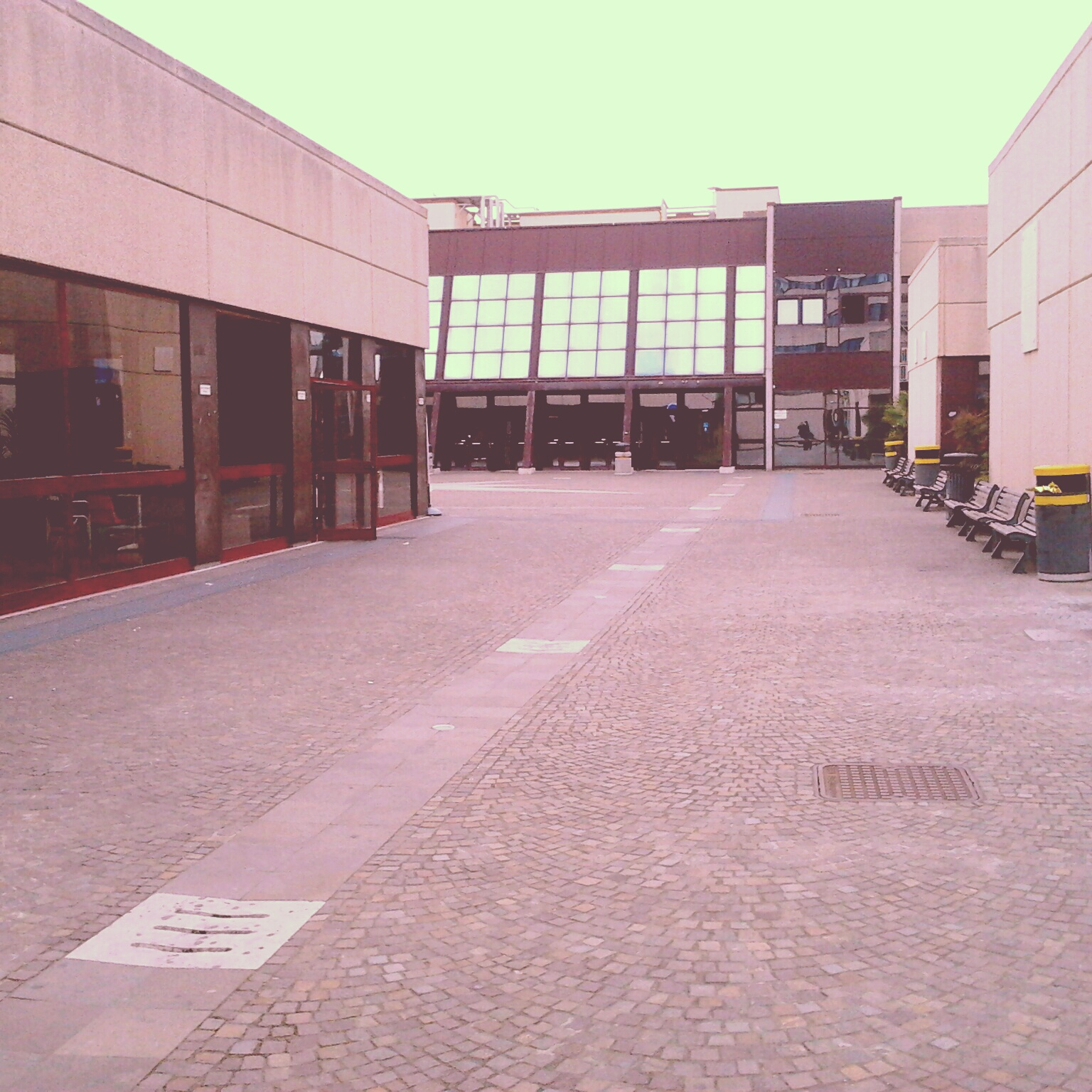
Uno scorcio dell'ingresso principale della facoltà di Lettere.

La realizzazione del campus universitario di Tor Vergata venne disposta dalla legge istitutiva dell'Ateneo n. 771/1972, che prevedeva l'espropriazione per pubblica utilità dei terreni individuati da un comitato tecnico-amministrativo composto da cinque membri nominati dal Ministero della pubblica istruzione di concerto con il comune di Roma e la regione Lazio). Furono anche assegnati dieci miliardi di lire per l'anno 1972 come primo finanziamento.
L'area scelta per la costruzione del campus, inizialmente di 558 ettari come da piano regolatore generale di Roma del 1952, venne aggredita da insediamenti abitativi più o meno abusivi nel corso dei decenni successivi, che la ridurranno di circa 50 ettari. La legge del novembre 1972 fece salve le costruzioni edificate con regolare licenza prima del 4 gennaio 1971, data dell'approvazione con decreto del presidente della Repubblica della variante al piano regolatore che prevedeva la realizzazione delle sedi universitarie.
Il decreto prefettizio d'esproprio dei terreni in questione fu emanato nel 1978, ma l'iter per la realizzazione concreta venne avviato solo nel 1987, quando fu indetto un concorso internazionale per il progetto architettonico-urbanistico del campus, vinto dallo studio Valle progettazioni e dall'architetto Alfredo Lambertucci. Il cantiere della facoltà di medicina fu avviato nel 1988, mentre l'avvio dei lavori dell'adiacente policlinico universitario fu più travagliato e la struttura entrò in funzione solo nei primi anni 2000. La sede della facoltà di economia risale invece al 1993. Le infrastrutture vennero realizzate solo a partire dal 1997, in seguito ad un protocollo d'intesa tra comune di Roma ed università, nell'imminenza del giubileo del 2000. Proprio durante il giubileo, nell'agosto 2000, l'area di Tor Vergata ospitò il celebre raduno con papa Giovanni Paolo II, al quale parteciparono circa due milioni di persone.

### Città dello sport
Un ulteriore progetto di ampliamento del campus si ebbe con il piano del 2005, che, in vista dei campionati mondiali di nuoto di Roma del 2009, aveva previsto l'edificazione nell'area della cosiddetta Città dello sport, progettata dall'architetto spagnolo Santiago Calatrava. I lavori per l'enorme progetto, che comprendeva un palasport dedicato alla pallanuoto con piscina olimpionica, una pista d'atletica, il grattacielo del rettorato di 90 metri di altezza, nuove residenze universitarie e gli edifici destinati alle facoltà di giurisprudenza e scienze matematiche, fisiche e naturali, iniziarono nel 2006, ma non vennero mai terminati a causa del lievitare dei costi, che dagli originari 250 milioni di euro arrivarono ad oltre 600 milioni. Nel 2010 il cantiere venne chiuso e la grande opera è rimasta incompiuta.

## Struttura

### Macroaree

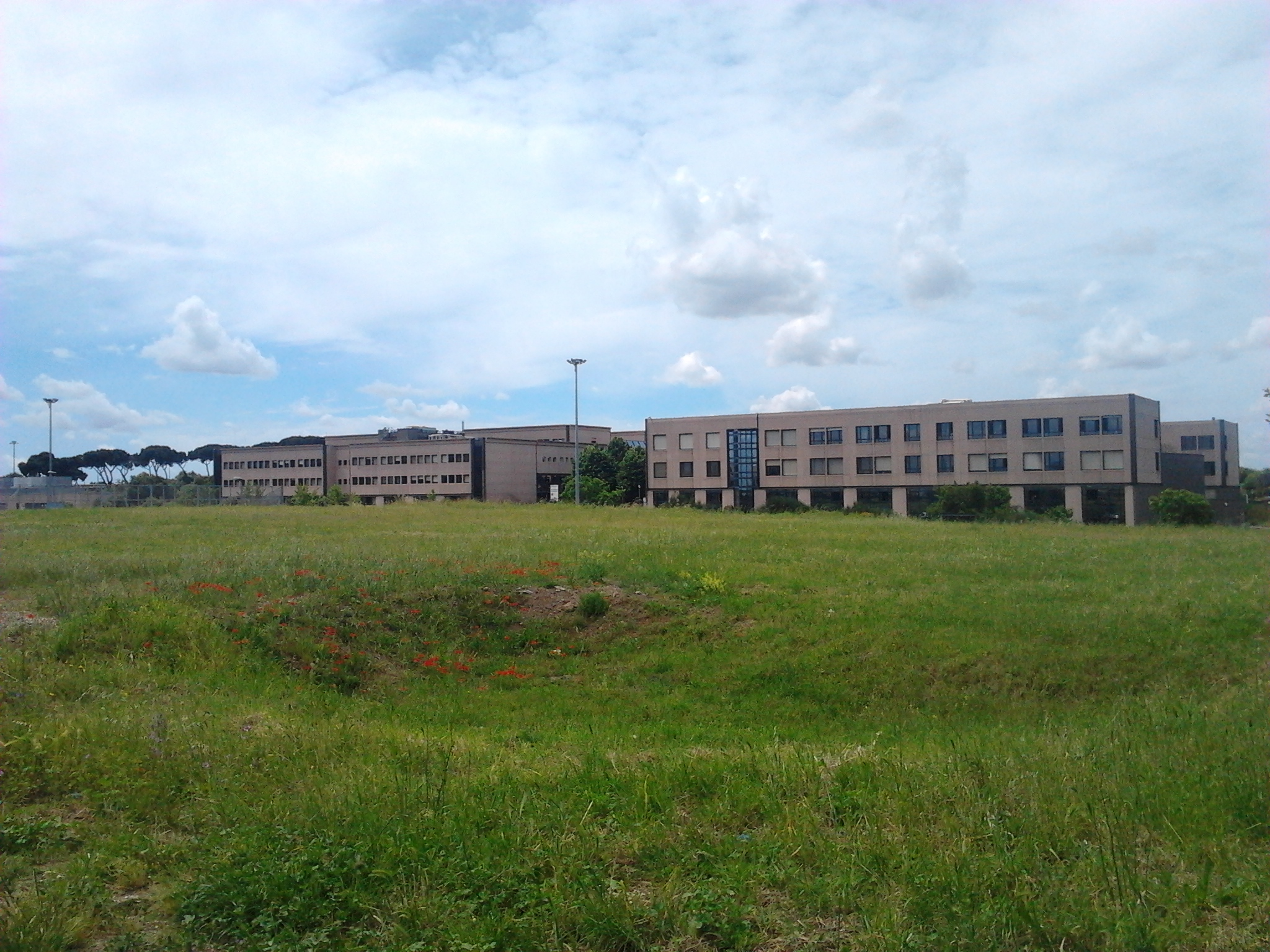
Veduta d'insieme degli edifici A e B della facoltà di Economia da via Cambridge.

L'università è articolate nella seguenti macro-aree:
- Economia
- Giurisprudenza
- Ingegneria
- Lettere e filosofia
- Medicina e chirurgia
- Scienze matematiche, fisiche e naturali

### Residenze universitarie
Tra il novembre 2010 ed i primi mesi del 2011 è stato progressivamente reso operativo il complesso di residenze universitarie "CampusX", in via di Passolombardo. Il complesso è stato realizzato su di un progetto dell'architetto Marco Temino con fondi INPDAP, su terreni dell'università che ha concesso alla società un diritto di superficie della durata di 90 anni. I circa 1 200 posti dei 718 alloggi del complesso hanno incrementato del 60% la precedente disponibilità di alloggi per gli studenti.
Altre residenze, gestite dall'ente regionale per il diritto allo studio e la promozione della conoscenza (DiSCo), sono site in via Mario Angeloni 13 (residenza "Paolo Borsellino e Giovanni Falcone"), in via dell'Archeologia 29 (residenza "Archeologia") e in via Cambridge 115 (residenza "New Cambridge"), nel cuore del campus. In totale l'ente offre nella zona di Tor Vergata 350 posti letto.

### Orto botanico
L'orto botanico d'ateneo è situato in via Guido Carli ed è esteso 82 ettari È affiliato alla Società botanica italiana ed è il più grande orto universitario d'Europa.
Nel 1985, nasce il progetto di massima dell'orto botanico, su un'area di 82 ettari. Nel marzo 1986, una commissione nominata dalla Società botanica italiana dopo un sopralluogo sull'area esprime parere favorevole alla realizzazione del progetto. Nel 1998 viene messo a dimora il primo nucleo dell'attuale arboreto, circa 2000 m², un esempio di macchia mediterranea alta formata principalmente da Quercus ilex (Leccio), Quercus suber (Quercia da Sughero) e Acer monspessolanum (Acero minore) mentre quello arbustivo da specie quali Phyllirea angustifolia (fillirea), Pistacia lentiscus (Lentisco), Myrtus communis (Mirto) e Arbutus unedo (Corbezzolo). L'evento del giubileo del 2000, in particolare la giornata mondiale della gioventù, realizzata proprio nel territorio dell'orto, favorisce la realizzazione di alcune infrastrutture e la sistemazione a prato dell'area. Viene così impiantato il giardino biblico disposto in modo da rappresentare l'ingresso della Porta Santa attraversata da Giovanni Paolo II. Nel giardino si possono trovare le specie citate nella Bibbia come: Quercus macrolepis Kotschy, Cedrus libani A.Rich., Pinus halepensis Mill., Cinnamomum camphora (L.) Sieb. ed altre.

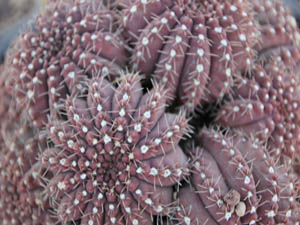
Gymnocalycium quehlianum (F.Haage ex Quehl) Vaupel ex Hosseus, esemplare presente nella collezione di piante succulente.

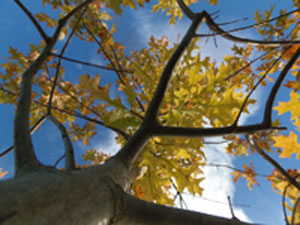
Quercus texana Buckley, presente nella collezione di querce.

Alla fine del 2006 l'orto botanico di Tor Vergata, insieme agli orti botanici della Sapienza, Roma Tre e Viterbo, ha presentato alla Regione Lazio il progetto “gli orti botanici e la conservazione delle specie minacciate del Lazio” con l'obiettivo di contribuire all'opera di conservazione della flora spontanea a rischio. Nel 2008 viene inaugurato il centro di conservazione del germoplasma, con tre serre e laboratori scientifici.
Nel 2010 parte l'iniziativa “adotta un albero” che riscuote un ampio successo nel coinvolgere scuole, studenti universitari, personale e cittadini della zona. Durante il primo evento “primavera all'orto botanico di Tor Vergata” circa 2000 persone visitano l'orto e adottano 400 alberi che verranno messi a dimora per realizzare il bosco mesofilo. Nel 2011 si aggiungono all'arboreto altre 300 piante che rappresentano la fascia di transizione tra il bosco mesofilo e la macchia mediterranea, unendo il nucleo più vecchio dell'arboreto alla nuova sezione.
Nel novembre del 2012 è avviata la realizzazione dei giardini tematici, spazi dedicati a piante accomunate da un tema. Il primo ad essere messo a dimora è il giardino della musica, che colleziona specie botaniche utilizzate per la costruzione di strumenti musicali e piante che hanno ispirato le opere di musica classica e moderna.

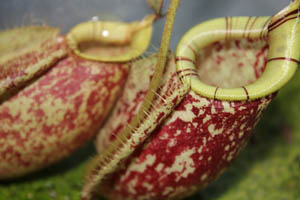
Nepenthes x 'Hookeriana' H.Low, esemplare presente nella collezione di piante carnivore.

Nella primavera del 2015 è stata messa a dimora una collezione di querce che si estende per un'area di 2 ettari ed è composta da circa 134 specie (170 esemplari). La collezione è stata suddivisa in base all'areale geografico di appartenenza delle unità tassonomiche. Sempre nello stesso periodo è stata messa a dimora una collezione di Aesculus, in cui sono presenti tutte le 16 specie presenti nel mondo.
In ultimo, nei primi mesi del 2016, è stato messo a dimora il primo nucleo del "Giardino dei popoli" in una zona adiacente al Giardino biblico.

### Policlinico Tor Vergata
Il policlinico di Tor Vergata (PTV) era gestito da una fondazione partecipata al 50% dalla Regione Lazio e dall'Università. L'ex presidente della regione Lazio Nicola Zingaretti ha rinunciato all'indennità di carica di 64 000 euro prevista e ha portato a termine la trasformazione da fondazione di diritto privato a fondazione IRCCS nel 2015.

### Biblioteche
Il sistema bibliotecario dell'università di Roma "Tor Vergata" comprende diverse biblioteche di area e nelle macroaree di giurisprudenza e ingegneria sono presenti anche delle biblioteche dipartimentali.
Biblioteche di area: biomedica; economica; giuridica; ingegneria; letteraria, storica, filosofica; scientifico tecnologica.
Altre biblioteche presso: centro studi giuridici latinoamericani; dipartimento di ingegneria civile; ingegneria dell'informazione; villa Mondragone.

### Cappella universitaria
All'interno del campus, in via Columbia, esiste una cappella universitaria, realizzata nel 2002 su progetto dell'architetto Vittorio De Feo, con la collaborazione dell'architetto Maria Grazia D'Amelio e dell'ingegnere Franco Maceri. La costruzione contiene numerose citazioni e rimandi al mondo del Barocco Romano, dalle statue degli angeli (copie degli angeli del Bernini situati sul ponte Sant'Angelo) al rivestimento in travertino. La pastorale cattolica universitaria è attiva presso le strutture della cappella.

### Altri enti
Nel territorio dell'ateneo operano altri enti:
- Consiglio nazionale delle ricerche, Area della Ricerca di Roma 2 - Tor Vergata in via del Fosso del Cavaliere: l'area di ricerca fu creata nel 1986 con una convenzione tra l'Università ed il CNR, e l'attuale sede è stata inaugurata il 10 febbraio 1998.[37]
- Istituto nazionale di fisica nucleare (sezione di Roma 2), in via della Ricerca Scientifica 1 (presso la facoltà di S.M.F.N.), stabilitosi a Tor Vergata nel 1989.[38]
- Centro "Donato Minichella" della Banca d'Italia

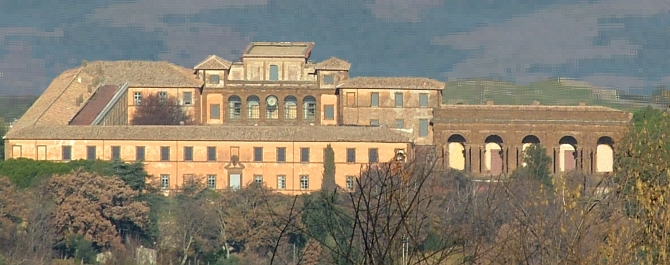
Villa Mondragone a Monte Porzio Catone, sede di rappresentanza dell'Ateneo e centro convegni.

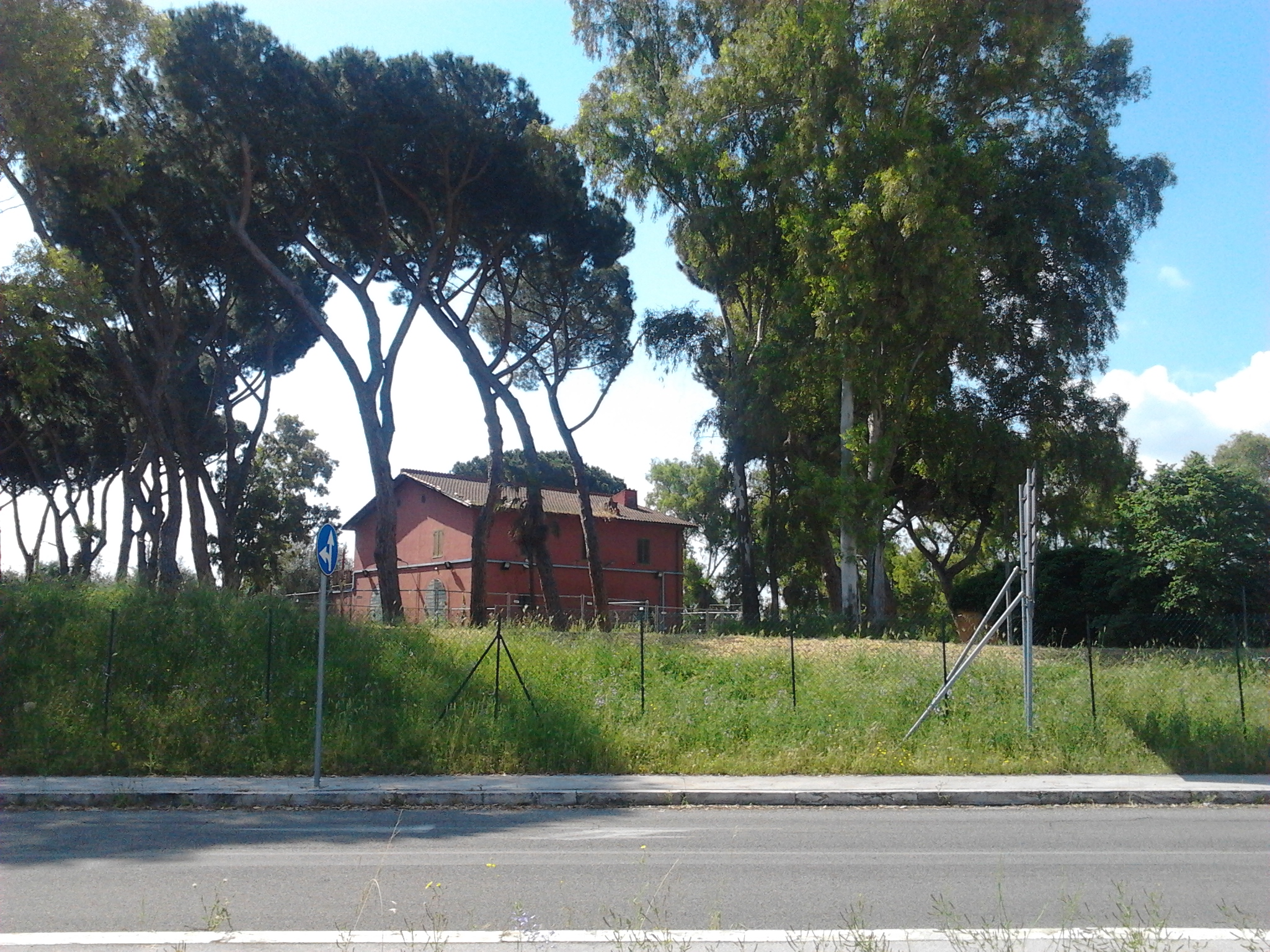
Il casolare di villa Gentile, inserito nel complesso del campus, in via Columbia.

## Attività culturali

### Teatro
Nel dicembre 2005 l'Università, d'intesa con l'ex municipio VIII (oggi municipio VI), il comune di Roma, la Regione Lazio e l'ente teatrale italiano, ha partecipato alla nascita del teatro Tor Bella Monaca, istituzione culturale con cui si è creata una proficua collaborazione.
L'Università fa parte del comitato d'indirizzo della "casa dei teatri e della drammaturgia contemporanea", l'ente che oltre al teatro di Tor Bella Monaca gestisce il teatro biblioteca Quarticciolo, il teatro del Lido, il teatro Torlonia, il teatro Elsa Morante nell'omonimo centro culturale al Laurentino 38 e il teatro delle ex-scuderie del Villino Corsini, presso villa Doria Pamphili.

### Attività corali
Il coro d'ateneo "Claudio Casini" è stato costituito nel 1997, fondato dal professor Agostino Ziino.
Dal 2018 è attivo il Coro Gospel dell'Università di Roma Tor Vergata, nato all'interno del laboratorio jazz da un'intuizione del professor Giorgio Adamo, è diretto da Alberto Annarilli.

### Musei
- Museo dell'immagine fotografica e delle arti visuali, in via della Ricerca scientifica (facoltà di S.M.F.N.).
- Museo di archeologia per Roma, in via Columbia.

### Attività sportive
Nel 2013 fu inaugurato un campo da golf, chiamato garden golf university, con la collaborazione del Dipartimento di biologia e del corso in scienze motorie; l'ateneo afferisce al CUS Roma Tor Vergata, fondato nel 2015.
Nel 2022 vengono organizzate per la prima volta nella storia del giovane ateneo le "Torverghiadi". Si tratta di un torneo interfacoltà che ha permesso a centinaia di studenti di affrontarsi in quattro discipline (calcio a 5, basket, pallavolo e touch rugby).

### Attività studentesche
L'Università partecipa alla competizione internazionale studentesca di design ingegneristico Formula SAE dal 2007 tramite il proprio team Scuderia Tor Vergata.

## Rettori
- Pietro Gismondi (1979-1982)
- Enrico Garaci (1982-1993)
- Aldo Brancati (1993-1996)
- Alessandro Finazzi Agrò (1996-2008)
- Renato Lauro (2008-2013)
- Giuseppe Novelli (2013-2019)
- Orazio Schillaci (2019-2022)
- Nathan Levialdi Ghiron (da dicembre 2022)